# Li Yan (cyclisme)
Dans ce nom chinois, le nom de famille, Li, précède le nom personnel.
Pour les articles homonymes, voir Li Yan.
Li Yan, née le 17 juillet 1980, est une coureuse cycliste chinoise, spécialiste de la piste.

## Palmarès sur piste

### Jeux olympiques
- Pékin 2008
  - 10e de la course aux points

### Championnats du monde
- Palma de Majorque 2007
  - 10e de la course aux points
- Manchester 2008
  - 13e de la course aux points

### Coupe du monde
- 2005-2006
  - 2e de la course aux points à Manchester
  - 2e du classement général de la course aux points
  - 3e de la course aux points à Los Angeles
- 2006-2007
  - 3e de la course aux points à Sydney
- 2007-2008
  - Classement général de la course aux points
  - 2e de la course aux points à Sydney
  - 3e de la course aux points à Los Angeles

### Championnats d'Asie
- 2006
  -  Championne d'Asie de la course aux points
- 2007
  -  Championne d'Asie de la course aux points

### Jeux d'Asie
- 2006
  -  Médaillée d'or de la course aux points